# Иммуно-ПЦР

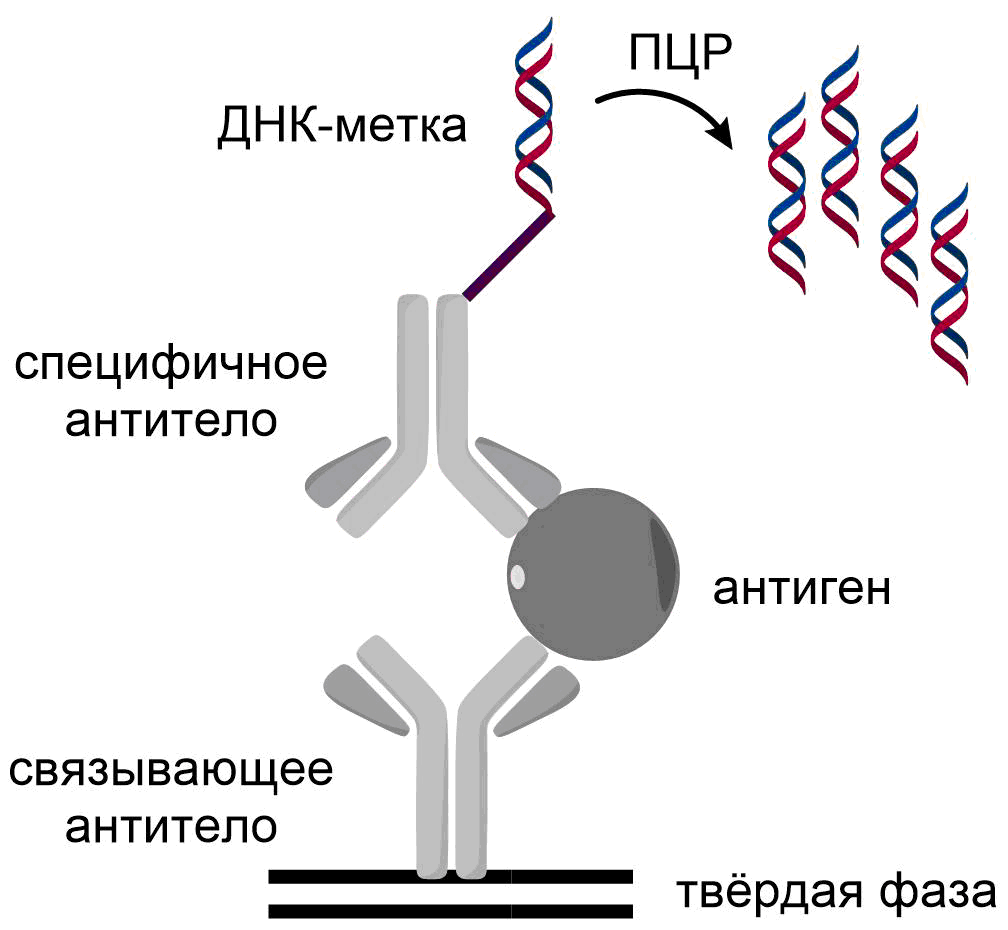
Общая схема иммуно-ПЦР

Иммуно-ПЦР (англ. immuno-PCR) — сверхчувствительный метод выявления антигенов, основанный на их специфичном взаимодействии с антителами и выявлении этого взаимодействия при помощи полимеразной цепной реакции (ПЦР). Во многом метод иммуно-ПЦР схож с иммуноферментным анализом (ИФА), однако вместо фермента для выявления комплекса антиген-антитело в нём используется фрагмент ДНК, количество которого экспоненциально увеличивается в ходе ПЦР. Именно амплификация этого фрагмента ДНК в реакционной смеси и является аналитическим сигналом метода.
Метод иммуно-ПЦР был предложен в 1992 году. Тогда учёные из Калифорнийского университета использовали его для обнаружения бычьего сывороточного альбумина (БСА). В их эксперименте предел обнаружения на пять порядков превзошёл предел обнаружения стандартного ИФА и составил 580 молекул на образец.

## Суть метода
Метод иммуно-ПЦР является комбинацией ИФА и ПЦР. Первый из них используется в том случае, если в клинической диагностике необходимо обнаружить гормоны, антитела, белки или токсины. Благодаря доступности антител различной специфичности этот метод позволяет обнаруживать широкий диапазон антигенов. Однако чувствительность ИФА сравнительно невысока. С другой стороны, широко применяемый метод ПЦР служит для обнаружения очень малых количеств ДНК. Теоретически даже одной копии обнаруживаемой ДНК в исследуемом образце достаточно, чтобы диагностировать вирусные и бактериальные заболевания либо наследственные болезни. Идея иммуно-ПЦР заключается в том, чтобы по-прежнему обнаруживать разнообразные антигены специфичными антителами, но положительный сигнал об этом обнаружении получать не при помощи фермента, как в ИФА, а при помощи ДНК-метки, как в ПЦР.

### Реакция антитела с антигеном
На первой стадии иммуно-ПЦР проводят иммунохимическую реакцию между анализируемым соединением в образце и антителом. По аналогии с ИФА её реализуют в различных вариантах. В прямом варианте (рис. 1, А) образец, содержащий определяемый антиген, наносят на поверхность планшета, а затем антиген определяют непосредственно специфичным антителом, меченным ДНК. Если специфичное антитело с ДНК-меткой недоступно, то его определяют вторичным (антивидовым) антителом, связанным с ДНК. Такой формат называется непрямым (рис. 1, Б). Для определения антигена в матрицах (сыворотка крови, плазма) используют «сэндвич» (рис. 1, В). Для этого на поверхности планшета предварительно иммобилизуют связывающие антитела, которые связывают антиген при нанесении образца в лунку. Возможен также и непрямой вариант сэндвича (рис. 1, Г).

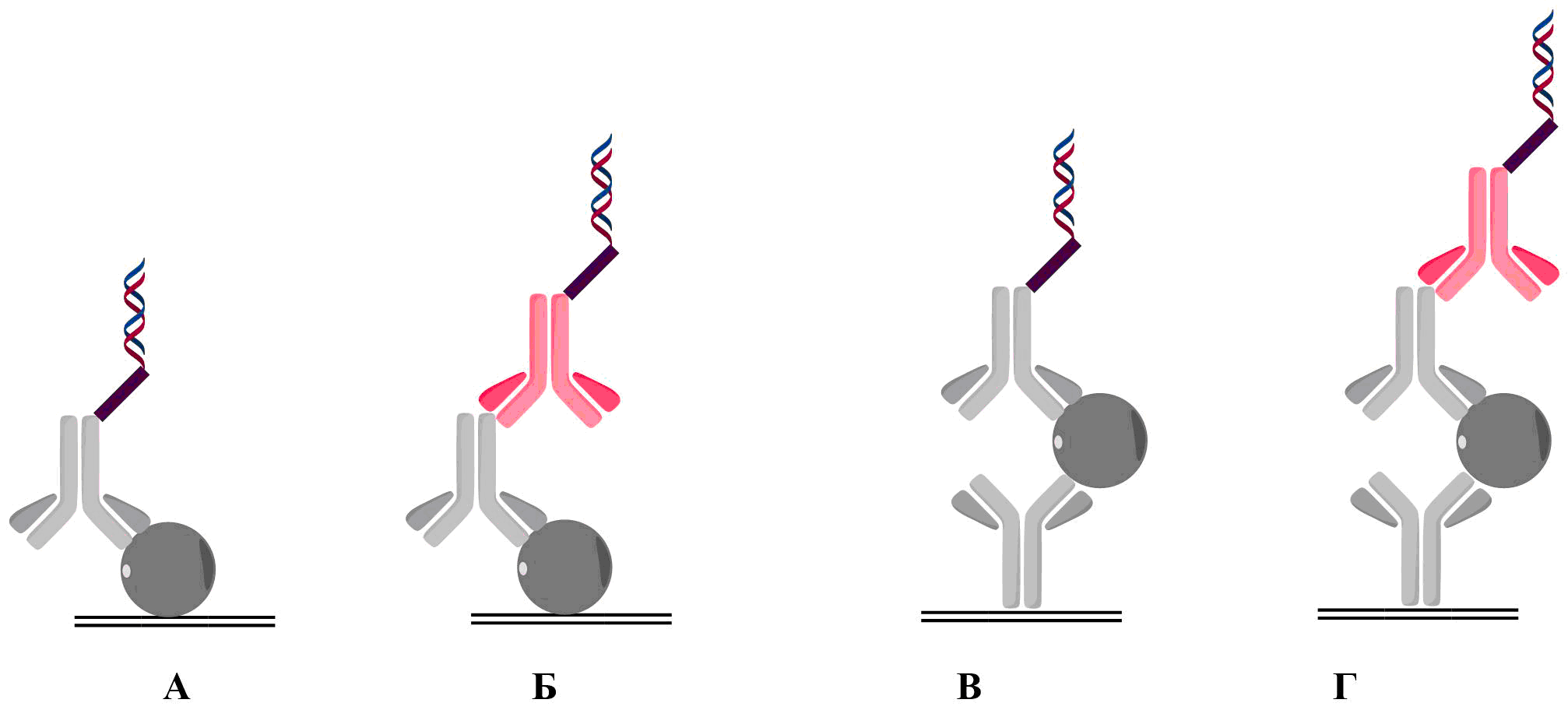
Рис. 1. Форматы анализа: А — прямой; Б — непрямой; В — прямой сэндвич; Г — непрямой сэндвич

Для определения низкомолекулярных веществ используют конкурентный формат. В этом случае детектирующее меченое антитело взаимодействует не только с антигеном в анализируемом образце, но и с антигеном, иммобилизованном на твёрдой фазе. Чем больше антигена в образце, тем больше комплексов антиген — антитело образуется в растворе. Следовательно, меньше антител связывается с твёрдой фазой, и анализ даёт более низкий сигнал.
В некоторых случаях для детекции антигенов можно использовать не антитела, а аптамеры. Например, РНК-аптамер R18 специфично связывается с кроличьим IgG. Такая модификация называется иммуно-аптамерной ПЦР.

### Амплификация ДНК-метки
На второй стадии, когда антиген связан с конъюгатом антитела и ДНК-метки, проводят полимеразную цепную реакцию, в результате которой количество ДНК в смеси экспоненциально возрастает. В первых экспериментах продукты амплификации анализировали электрофорезом в агарозном геле, однако для этого приходилось переносить реакционные смеси в гель, а результаты получались качественными или полуколичественными. В качестве альтернативы электрофорезу была предложена ПЦР в реальном времени (ПЦР-РВ): этот метод позволяет установить не только наличие ДНК-метки, но и её количество. При проведении ПЦР-РВ в смесь добавляют интеркалирующий краситель (например, SYBR Green I) или зонд TaqMan — и количество ДНК определяют по интенсивности флуоресценции. Проводить стадию амплификации можно как в той же пробирке, что и иммунохимическую реакцию, а можно переносить ДНК-метку в другую пробирку. Во втором случае её нужно предварительно отщепить при помощи рестриктаз или нагреванием до 95—100 °С. При этом отмечается, что анализ в одной пробирке существенно менее чувствителен.
Теоретически для получения положительного сигнала достаточно, чтобы в реакционной смеси оказалась одна копия ДНК-метки. В действительности чувствительность метода снижается за счёт стадий, основанных на взаимодействии антигена с антителом. Полагают, что предел обнаружения иммунохимических методов в целом составляет около 1000 молекул аналита в 100 мкл смеси. Методики иммуно-ПЦР, описанные во многих публикациях, показывают чувствительность, близкую к этому пределу обнаружения и даже ниже. Если принять, что типичный белок весит 50—100 кДа, то пересчёт предела обнаружения иммуно-ПЦР даст массу порядка пикограмма аналита. Этой чувствительности достаточно для обнаружения многих биомаркеров, присутствующих в организме в низкой концентрации.

## Практическая реализация

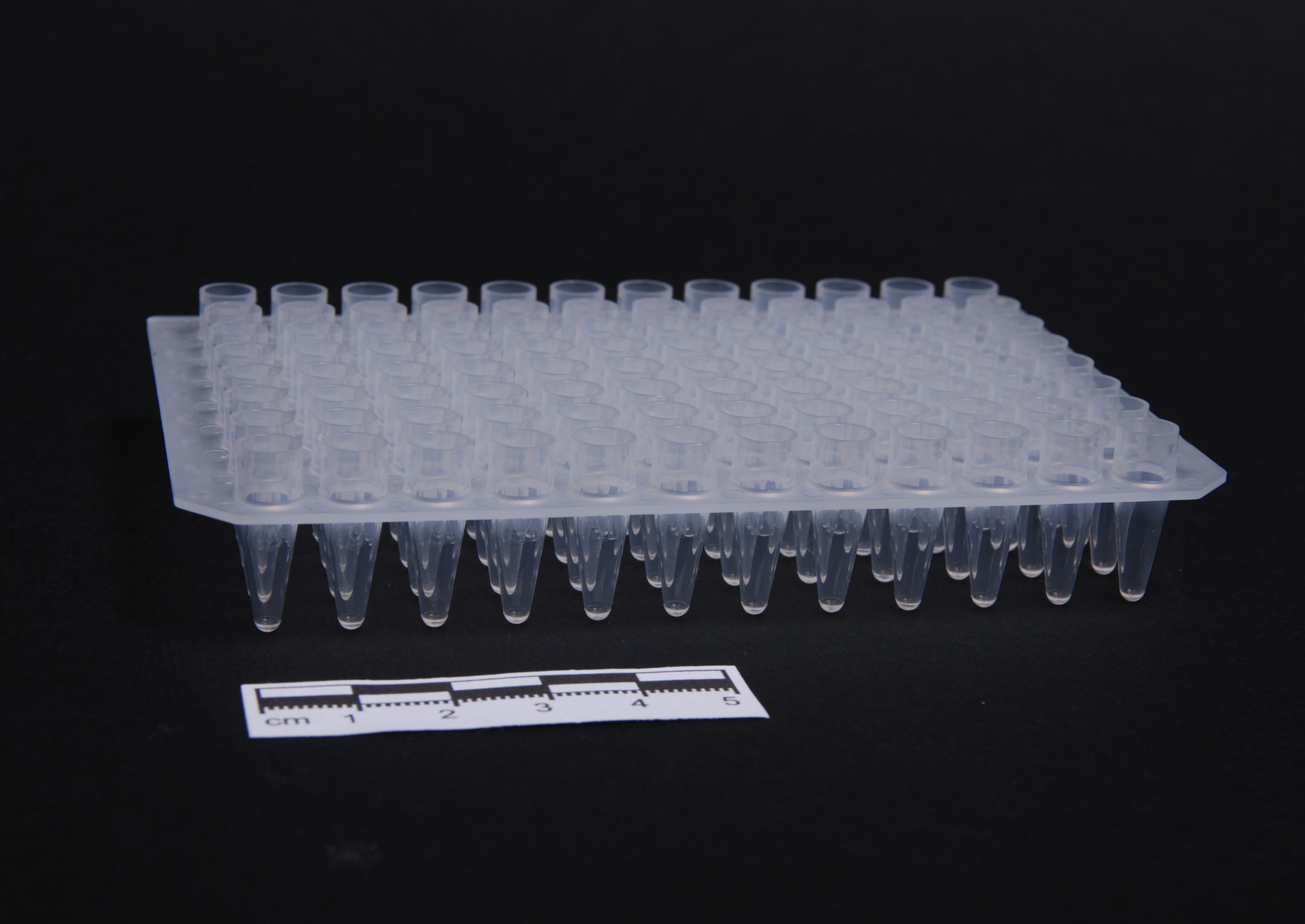
Планшет для ПЦР

Платформой для анализа, как и в случае ИФА или ПЦР, служит 96-луночный микротитрационный планшет, который должен обладать способностью связывать антигены и быть термоустойчивым, чтобы ПЦР можно было провести прямо в нём, не перенося реакционную смесь в другой планшет. Также распространены поликарбонатные 8-луночные стрипы TopYield с повышенной связывающей способностью, разработанные специально для иммуно-ПЦР. (Хотя и существуют недостатки, связанные с формой их лунок: неравномерное распределение тепла при проведении ПЦР и возникновение зон преломления и отражения света, что затрудняет анализ кривых ПЦР.) Также иммуно-ПЦР проводят в поликарбонатных планшетах Corning Costar 6511 и Greiner Thermoquick polycarbonate plate 651570, а также в планшетах Robostrips.

## Конъюгаты антитела и ДНК
Антитело, меченное фрагментом ДНК, является ключевым элементом в проведении иммуно-ПЦР. От строения этого конъюгата зависит чувствительность и воспроизводимость метода. По характеру связи между антителом и ДНК выделяют три основных типа таких конъюгатов: химерные белки, биотин-стрептавидиновые конъюгаты и ковалентные конъюгаты.

### Химерный белок
Первоначально в иммуно-ПЦР использовали особый химерный белок, включавший в себя фрагмент белка А и фрагмент стрептавидина. Фрагмент белка А связывал антитело, а стрептавидин связывал ДНК, имеющую биотиновую модификацию (рис. 2, А). Такой конъюгат имеет два недостатка. Во-первых, синтез химерных белков сам по себе является трудоёмким. Во-вторых, белок А не только имеет сродство к указанному антителу, но и неспецифически взаимодействует со связывающими антителами, которые применяются при постановке иммуно-ПЦР в формате «сэндвича». Из-за этого возникает фоновый сигнал и снижается чувствительность метода.

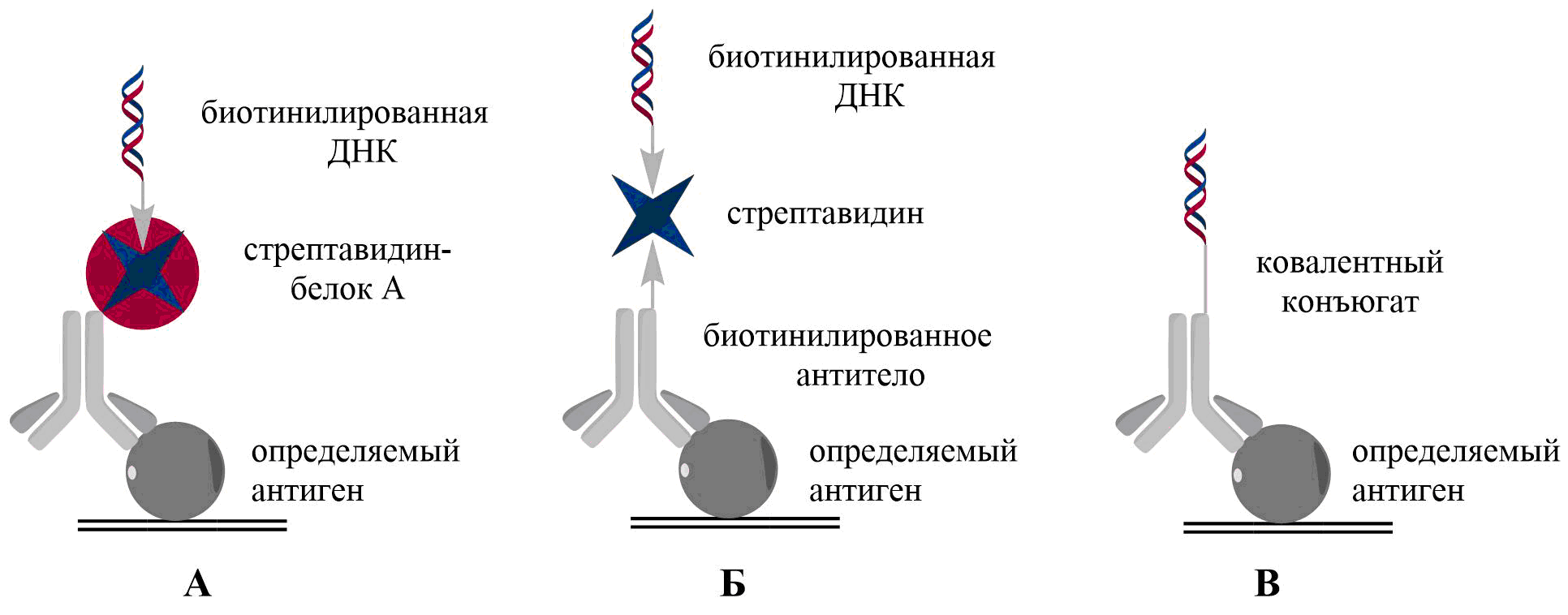
Рис. 2. Конъюгаты антитела и ДНК: А — с использованием химерного белка; Б — на основе биотин-стрептавидинового взаимодействия; В — ковалентный конъюгат

### Биотин-стрептавидиновые конъюгаты
Более простым на практике оказалось создание конъюгата на основе взаимодействия биотина и стрептавидина (рис. 2, Б). Известно, что тетрамерные белки авидин (природный) и стрептавидин (генноинженерный из культуры Streptomyces avidii) образуют очень устойчивый комплекс с биотином (константа диссоциации 10−13−10−15). В конъюгируемые молекулы — антитело и ДНК — химически вводят биотин, а затем эти молекулы смешивают со стрептавидином (он является более предпочтительным, поскольку, в отличие от авидина, не содержит углеводных фрагментов, приводящих к неспецифическим взаимодействиям) для образования конъюгата.
Такой подход не совсем оптимален, поскольку из-за четырёхвалентности авидина или стрептавидина получаемые конъюгаты могут иметь непостоянный состав, что отразится на воспроизводимости эксперимента. Однако более поздние исследования самосборки подобных комплексов показали, что стрептавидин несмотря на свою четырёхвалентность склонен присоединять преимущественно две биотинилированные молекулы ДНК, а конъюгаты с четырьмя ДНК вообще не образуются. Коммерческая доступность необходимых реагентов превратила этот подход в «универсальный протокол иммуно-ПЦР», который приобрёл большую популярность.

### Ковалентные конъюгаты
Благодаря развитию методов биоконъюгации стало возможным синтезировать ковалентные конъюгаты антител с ДНК химически, при помощи бифункциональных кросслинкеров (рис. 2, В). На рынке доступны многочисленные реагенты для этой цели. Как правило, конъюгация осуществляется путём химической модификации аминогрупп или тиольных групп ДНК или антитела. Разрабатываются также подходы, связанные с реакциями клик-химии. С другой стороны, в научной литературе представлены недостаточные или противоречивые данные о выходе таких конъюгатов и о методах их очистки.
Поскольку в ковалентных конъюгатах детектирующее антитело и ДНК-метка связаны однозначно (тогда как в биотин-стрептавидиновых конъюгатах это равновесные комплексы), это даёт возможность определять несколько антигенов в одном образце. Один из первых таких анализов был проведён для трёх аналитов с использованием ДНК-меток разной длины. При определении интерлейкина 6 проводилось сравнение разных подходов и было показано, что использование ковалентных конъюгатов приводит к 100-кратному повышению чувствительности по сравнению с постадийным протоколом.

## Развитие метода

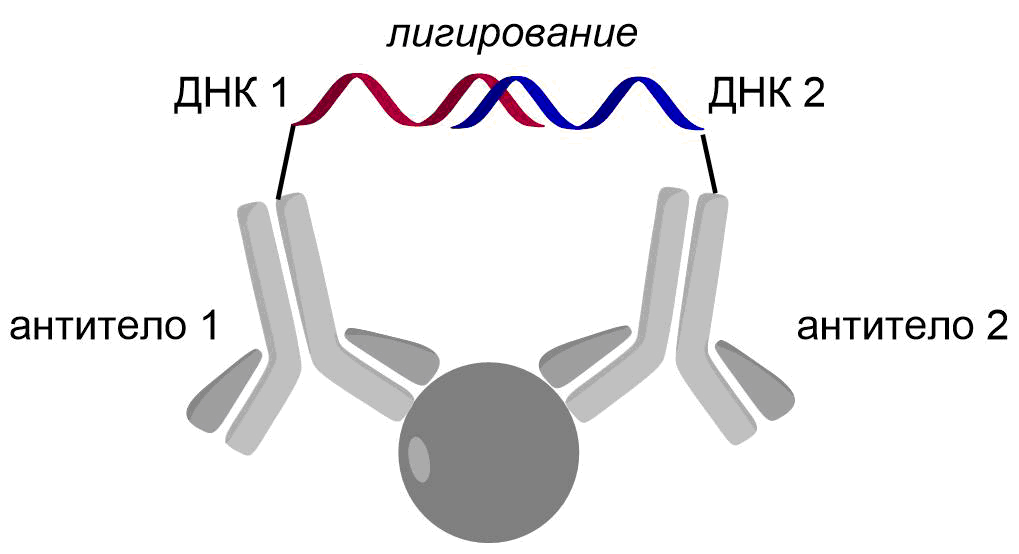
Лигирование сближенных проб

Основные этапы развития иммуно-ПЦР:
- 1992 — создание иммуно-ПЦР;
- 1993 — создана первая коммерческая система;
- 1995 — впервые использован ковалентный конъюгат антитела и ДНК;
- 2000 — электрофорез заменён ПЦР в реальном времени;
- 2005 — модификация иммуно-ПЦР с использованием «головастиков»;
- 2006 — модификация иммуно-ПЦР с использованием фагового дисплея;
- 2007 — модификация иммуно-ПЦР с использованием магнитных частиц;
- 2009 — модификация иммуно-ПЦР с использованием золотых наночастиц;
- 2010 — конъюгаты на основе замка Tus—Ter.

Повысить чувствительность иммуно-ПЦР удалось при помощи «двойного узнавания» антигена. Метод лигирования сближенных проб основан на использовании двух антител, специфичных к двум соседним эпитопам определяемого антигена. ДНК-метки этих антител отличаются нуклеотидной последовательностью, но имеют небольшие комплементарные участки. Когда оба антитела взаимодействуют с антигеном, их ДНК-метки сближаются в пространстве и затем соединяются под действием фермента лигазы. Так возникает новая ДНК-цепь, которая и подвергается амплификации. Поскольку положительный сигнал возможен только при узнавании антигена сразу двумя антителами, такая схема позволяет исключить неспецифическое связывание.
Возможности иммуно-ПЦР расширяются благодаря использованию в анализе различных наноструктур. Так, например, в качестве носителя антител предложено использовать магнитные или золотые наночастицы. Их использование позволяет легче проводить необходимые манипуляции и снижает влияние посторонних компонентов образца. В методе биобаркодинга (англ. biobarcode assay) используются и те, и другие наночастицы: на магнитных находятся связывающие антитела, а на золотых — детектирующие антитела и ДНК-метка. Анализ проводится в формате сэндвича, после чего иммунокомплексы собирают магнитом, а ДНК-отщепляют от золотых наночастиц для дальнейшего анализа. Название «биобаркодинг» связано с тем, что в оригинальной публикации предлагался сканометрический метод анализа. Так, отщеплённую ДНК конъюгировали на стеклянную поверхность, на которой предварительно были закреплены олигонуклеотиды, комплементарные половине цепи ДНК. Затем вносили золотые наночастицы, покрытые серебром(I) и содержащие олигонуклеотиды, комплементарные второй половине ДНК-метки. Затем серебро восстанавливали. При наличии в системе ДНК-метки («штрихкода») система давала положительный сигнал. Перспективы этого метода связаны с возможностью одновременного определения нескольких аналитов, поскольку наночастицы можно «кодировать» олигонуклеотидами с уникальной последовательностью олигонуклеотидов.

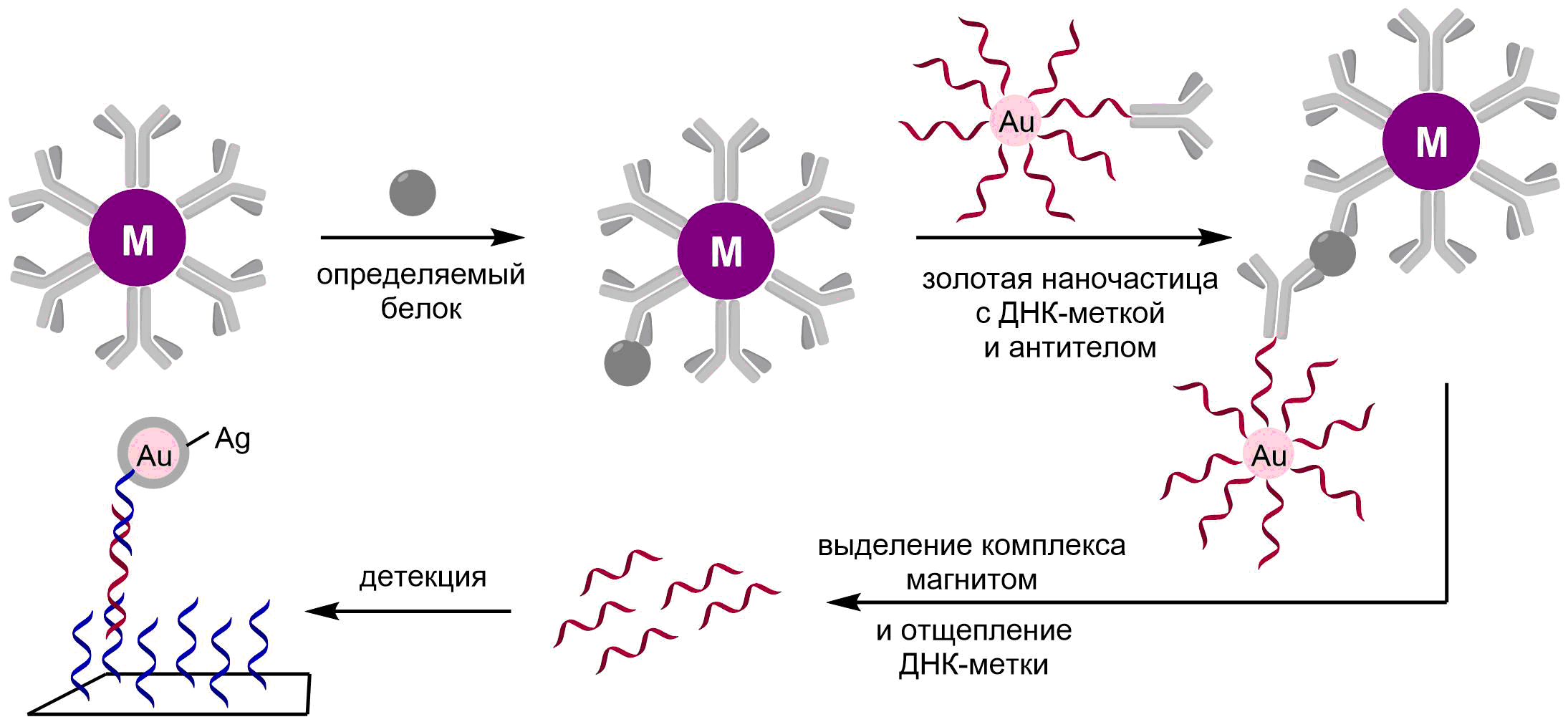
Биобаркодинг

Интересным развитием метода является использование так называемых «головастиков» (англ. tadpoles). Это особые конъюгаты, в которых белковая «голова» присоединена к ДНК-хвосту. В белковой части таких конъюгатов находится гистидиновый таг, распознающий целевой антиген, интеин и хитин-связывающий домен. Белок очищали на хитин-содержащих колонках и в иммобилизованном состоянии вырезали интеин и присоединяли к нему олигонуклеотид, содержащий остаток цистеина.
Существуют также системы для иммуно-ПЦР с использованием вирусных частиц, липосом и фагового дисплея.
В 2010 году было предложено использовать конъюгаты на основе замка Tus—Ter (англ. Tus–Ter lock). Tus — это белок, останавливающий процесс репликации; он прочно связывается с короткими нуклеотидными последовательностями Ter. Комплекс Tus—Ter использовали для стехиометрического и сайт-специфического соединения ДНК-метки и антитела.
По данным на 2015 год, метод иммуно-ПЦР коммерциализирован: услуги по созданию аналитических систем, в том числе соответствующие стандартам GLP, оказывают контрактные исследовательские организации и биоаналитические сервисы.

## Применение
Различные исследовательские группы применили метод иммуно-ПЦР для обнаружения важных белков и низкомолекулярных соединений. Одновременно многие из этих экспериментов были использованы для изучения возможностей самого метода, сравнения различных форматов и типов конъюгатов, определения пределов чувствительности. Данные по этим исследованиям систематизированы в обзорах, а ниже приведены основные результаты по классам обнаруживаемых аналитов.

### Белки опухолей
Самыми распространёнными антигенами для иммуно-ПЦР являются маркерные белки, имеющие отношение к опухолям и присутствующие на ранних стадиях их развития в очень низкой концентрации. Наиболее важны среди них раково-эмбриональный антиген (РЭА) и простатический специфический антиген (ПСА). В одном из исследований метод иммуно-ПЦР оказался примерно в 1000 раз более чувствительным к РЭА, чем ИФА, а позже чувствительность к РЭА была доведена до 13 фг/мл, что в 1500 раз превышает чувствительность клинических методов.
ПСА послужил аналитом для испытания трёх форматов иммуно-ПЦР, из которых наиболее чувствительным оказался формат с использованием ковалентного конъюгата антитела и ДНК (предел обнаружения составил 48·105 молекул). Система на основе магнитных наночастиц позволила определить 0,1 пМ ПСА, что в 1000 раз чувствительнее, чем ИФА.

### Белки вирусов
Иммуно-ПЦР применяют для определения вирусных белков, поскольку на ранних стадиях в организме присутствует очень малое число вирионов, и определить их можно только высокочувствительными методами. Одним из популярных антигенов этого типа является маркер вируса гепатита B HBsAg: работа нескольких групп позволила снизить предел обнаружения этого антигена методом иммуно-ПЦР до 15 фг на реакцию, а преимущество в чувствительности перед ИФА составило 2000 раз. Кроме того, иммуно-ПЦР позволяет детектировать 10 нг HBcAg — другого белка, связанного с наличием в организме вируса гепатита B.
Антиген p24 является компонентом капсида вируса ВИЧ-1 и помогает выявить этот вирус на ранних стадиях. При помощи иммуно-ПЦР в разных опытах удалось обнаружить 1000 и 4600 молекул этого антигена. Вирус Хантаан обычно обнаруживают методами иммуноанализа по нуклеокапсидному белку. Иммуно-ПЦР с использованием фагового дисплея позволила детектировать 10 пг/мл этого белка, а при использовании золотых наночастиц чувствительность повысилась до 10 фг/мл, что на семь порядков лучше, чем в случае ИФА. В анализах на вирус птичьего гриппа H5N1 иммуно-ПЦР также превосходит ИФА и ПЦР в реальном времени в 1000 и 100 раз соответственно.
Также при помощи иммуно-ПЦР определяют аденовирусы, причём этот метод имеет преимущество перед ПЦР, поскольку для ПЦР необходимо выделить ДНК из образца, а в методе иммуно-ПЦР очистка от посторонних компонентов происходит на стадиях промывок. Чувствительность иммуно-ПЦР к ротавирусам, согласно литературным данным, совпадает с чувствительностью ПЦР. Также метод иммуно-ПЦР полезен для определения норовирусов.

### Бактерии и токсины
Иммуно-ПЦР также используется для выявления патогенных микроорганизмов. Так, например, золотистый стафилококк можно определить по его многим ферментам, белкам и токсинам, прежде всего по белку А и энтеротоксину типа B. Первый из них удалось определить методом иммуно-ПЦР в концентрации 1·10−17 г/мл, а для второго были разработаны системы, позволяющие определять его как в чистых культурах, так и в образцах пищи. Описан метод детектирования бактерии Borrelia burgdorferi — возбудителя болезни Лайма — по специфическим антителам IgG и IgM против этой бактерии.
Описаны также примеры определения бактериальных, растительных и микотоксинов. Например, ботулотоксин в деионизованной воде удалось определить в концентрации около 12 молекул/мл (0,02 фг/мл). В другом эксперименте анатоксин А определили при концентрации 90 пг/мл. Также токсины определяли в молоке (3,75 пг/мл для ботулинического токсина типа А, 750 пг/мл для ботулинического анатоксина типа В, 0,1 пг/мл для шига-токсина типа 2). Рицин в пищевых продуктах обнаруживали при концентрации 10-100 пг/мл. Опубликованы также данные по определению афлатоксина и полихлорированных бифенилов.

### Метаболические белки и белки иммунной системы
Диагностика некоторых болезней и нарушений основана на обнаружении не внешних антигенов, а компонентов самого организма, например ферментов, низкомолекулярных соединений и ионов. В некоторых случаях для этих целей применим метод иммуно-ПЦР. Так, фактор некроза опухоли удалось обнаружить в концентрации до 1 фг/мл (в 50 тыс. раз чувствительнее, чем ИФА). Щелочную фосфатазу детектировали специфичным антителом IgG в количестве 10−11 U.
Некоторые антигены связаны с развитием генетических нарушений и болезней нервной системы. Высокая чувствительность иммуно-ПЦР позволяет определять очень низкие концентрации прионов в трудных для получения образцах тканей мозга и спинномозговой жидкости. Предложена методика, дающая возможность определить методом иммуно-ПЦР одновременно три основных белка, связанных с нервной системой: приона, нейрон-специфической енолазы и глиального фибриллярного кислого белка.
Важными маркерами нарушений нервной системы являются тау-белки: дефектные тау-белки (фосфорилированные по эпитопам либо изоформы этих белков) плохо стабилизируют микротрубочки, из-за чего возникают патологии. Иммуно-ПЦР позволяет определять дефектные изоформы тау-белков в концентрации 2-10 пг/мл. Бета-амилоид, один из инициаторов болезни Альцгеймера, удалось детектировать в концентрации 2 амоль/л.
Болезнь Фабри связана с дефектами в гене альфа-галактозидазы A. Обычно этот белок определяют методом ИФА, но иммуно-ПЦР даёт 25-кратное увеличение чувствительности.

## Недостатки метода
Метод иммуно-ПЦР является очень чувствительным, поэтому критическую роль в нём играет фоновый сигнал, который может мешать наблюдению положительного результата. Причиной этого является неспецифическое связывание компонентов реакционной смеси или наличие следов свободной ДНК в конъюгате антитела с ДНК. Единичные ДНК оказываются даже в образцах отрицательного контроля, и практически всегда на 30—40 цикле ПЦР проявляется их наличие. Оптимизация иммуно-ПЦР (подбор отмывочных растворов, увеличение продолжительности отмывки, использование нуклеаз) позволяет достичь максимальной разницы между фоновым сигналом и сигналом в пробирках с наличием определяемого антигена. Чувствительность иммуно-ПЦР имеет ещё одну обратную сторону: качество определения ухудшается из-за возможности перекрёстного загрязнения реакционных смесей или попадания примесей из окружающей среды. Чтобы избежать этого, место иммунохимической работы и место проведения ПЦР разделяют в пространстве.
Иммуно-ПЦР является трудоёмким методом: проведение анализа предусматривает около 20 стадий промывки, а суммарно анализ длится от 26 часов до 2 дней. Время анализа можно сократить за счёт предварительного приготовления конъюгатов антитела с ДНК. В противном случае их необходимо готовить в ходе анализа; при этом число стадий инкубации и промывки увеличивается.